# OKINAWA〜ワタシノシマ〜
『OKINAWA〜ワタシノシマ〜』（オキナワ-ワタシノシマ）は、THE BOOM10作目のオリジナル・アルバム。2002年6月19日発売。

## 概要
これまでにTHE BOOM（あるいはボーカル・宮沢のソロ）で歌ってきた、あるいはカバーした沖縄関連の曲を集めて収録（一部はセルフカバー）したアルバム。「THE BOOMの沖縄関連の曲を集めたベスト・アルバム」という位置付けであるが、事実上のニュー・アルバム。
初回限定プレスのみCDエクストラ仕様になっている。
沖縄限定で発売され、長らく入手困難となっていたシングル「太陽アカラ 波キララ」（てぃだあから なみきらら）も収録。更に、再録音された「島唄 2002」（2001年のシングル「神様の宝石でできた島/島唄」収録「島唄 2001」リミックス・ヴァージョン）、「島唄」英語ヴァージョン（歌詞の一部が日本語）も併せて収録されている。

## 収録曲
1. この街のどこかに
2. ひゃくまんつぶの涙 2002
3. いいあんべえ (monoaural mix) featuring KICK THE CAN CREW
4. さとうきび畑　シングル「この街のどこかに」カップリング曲。
5. Shima-uta (acoustic) featuring IZZY（英語版）
6. 太陽アカラ 波キララ
7. ひのもとのうた 2002
8. 砂の岬 Ponta de Areia
9. 十六夜月に照らされて
10. 島唄 2002
11. 十九の春
12. 沖縄に降る雪（acoustic）
13. 墓標